# Bố già phần III
Bố già phần III (tiếng Anh: The Godfather Part III) là một bộ phim hình sự sản xuất năm 1990, đây là phần 3 và cũng là phần cuối cùng của loạt phim Bố già (The Godfather) do Mario Puzo, Francis Ford Coppola viết kịch bản và đạo diễn bởi Francis Coppola. Tập phim này là đoạn kết cho câu chuyện về Michael Corleone, một bố già Mafia tìm cách hợp pháp hóa cho đế chế tội ác của ông ta. Bố già phần III cũng đề cập tới một số chi tiết liên quan đến sự kiện có thực về cái chết của Giáo hoàng Gioan Phaolô I và vụ phá sản của Ngân hàng Banco Ambrosiano những năm 1981-1982. Bộ phim có sự tham gia của các ngôi sao Al Pacino, Diane Keaton, Talia Shire, Andy Garcia, Bridget Fonda và Sofia Coppola.

## Các vai chính
- Al Pacino vai Don Michael Corleone
- Diane Keaton vai Kay Adams Michelson
- Talia Shire vai Connie Corleone Rizzi
- Andy Garcia vai Vincent Mancini
- Eli Wallach vai Don Altobello
- Joe Mantegna vai Joey Zasa
- Franc D'Ambrosio vai Anthony Vito Corleone
- Sofia Coppola vai Mary Corleone

## Nội dung
Bố già phần III bắt đầu bằng thời điểm năm 1979 với một đoạn hồi tưởng ngắn về lịch sử dài của gia đình Corleone với rất nhiều bi kịch và tội ác. Michael Corleone, lúc này đã trở thành một người giàu có và đầy quyền lực sau những cuộc thanh toán và âm mưu, đã bắt đầu đối diện với tuổi già và cảm giác tội lỗi về những tội ác khủng khiếp ông ta đã gây ra trong những năm trước đó. Bố già bắt đầu lo lắng cho những đứa con của ông ta, về tương lai, hạnh phúc của chúng. Vào thời điểm phần III bắt đầu, cộng sự đắc lực nhất của Michael là Tom Hagen đã chết, khu dinh thự nhà Corleone bên Hồ Tahoe bị bỏ hoang, còn bản thân Michael và Kay đã li dị với quyền nuôi con thuộc về Bố già. Michael Corleone trở về Thành phố New York, nơi ông ta sử dụng quyền lực và tiền bạc có được để xây dựng cho mình hình ảnh trước công chúng như một người có nhân cách và địa vị cao quý. Một trong những biện pháp Michael dùng để cố gắng xóa bỏ quá khứ tội ác của nhà Corleone là thành lập quỹ từ thiện Vito Corleone (Vito Corleone Foundation), nhờ việc này mà Bố già được vinh danh trong một buổi lễ do Tổng Giám mục Gilday chủ trì tại Nhà thờ St. Patrick, New York. Trong buổi lễ người xem thấy Kay, lúc này đã tái giá, đang ngồi cạnh hai con của Michael là Anthony và Mary Corleone.
Trong bữa tiệc xa hoa sau buổi lễ, Anthony nói với cha rằng anh đã bỏ trường Luật để theo nghề ca sĩ opera. Kay ủng hộ lựa chọn này nhưng Michael thì kịch liệt phản đối, ông ta muốn con trai tốt nghiệp trường Luật để sau đó tham gia công việc kinh doanh của gia đình, mặc dù vậy cuối cùng thì Bố già cũng buộc phải chấp nhận nguyện vọng của Anthony. Cùng lúc này, Vincent Mancini, con ngoài giá thú của Sonny Corleone xuất hiện ở buổi tiệc, anh ta có xung đột với Joey Zasa, người cộng tác của Bố già. Trong phòng làm việc của Michael, Vincent và Joey giải thích với Bố già về sự xung đột giữa hai người, cuộc thảo luận nhanh chóng biến thành bạo lực khi Vincent buộc tội Joey Zasa làm bậy sau lưng Michael, Joey đáp trả bằng việc nói thầm vào tai Vincent "Đồ con hoang" ("bastardo"), ngay lập tức Vincent tóm lấy Joey và cắn đứt một mẩu tai của gã này. Michael buộc phải đuổi Zasa ra ngoài và chửi rủa thái độ thiếu kiềm chế của người cháu trai, tuy nhiên ấn tượng bởi sự trung thành của Vincent với mình, Bố già quyết định cho Vincent thành người chính thức của gia đình Corleone.
Đêm hôm đó có hai tay giết mướn đột nhập căn hộ của Vincent trong lúc anh này đang tình tự với một nữ phóng viên. Vincent nhanh chóng giết được một tên và buộc tên thứ hai khai ra kẻ chủ mưu là Zasa rồi giết nốt tên này.
Để hợp pháp hóa công việc làm ăn của nhà Corleone, Michael tìm cách mua 25% cổ phần của Vatican trong Immobiliare, một công ty bất động sản quốc tế. Vụ chuyển khoản tiền 600 triệu USD cho Ngân hàng Vatican được Bố già thương lượng với Tổng Giám mục Gilday, người đã đẩy Tòa Thánh vào chỗ nợ nần vì khả năng quản lý yếu kém và tham nhũng. Tại Thành Vatican, Michael được biết có vài thế lực phản đối vụ làm ăn này vì nhiều lý do khác nhau, mà một trong số đó là tiền sử tội ác của cái tên Corleone. Vì sự phản đối này cùng với tình hình sức khỏe của Giáo hoàng Phaolô VI, công việc đàm phán trở nên khó khăn hơn nhiều so với Bố già dự tính.
Tại Mỹ, Don Altobello, một trùm mafia già thông báo cho Michael biết rằng những đối tác làm ăn ở New York của ông ta muốn tham gia vụ đàm phán. Một cuộc họp được tổ chức tại thành phố Atlantic, Michael nhượng bộ các tay mafia (mafiosi) già bằng khoản chia lợi nhuận từ sòng bạc, tuy nhiên Zasa lại không được hưởng bất cứ khoản tiền nào. Giận dữ với quyết định của Bố già, Joey Zasa tuyên bố Michael là kẻ thù và nói với mọi người tham gia cuộc họp rằng họ phải chọn một trong hai, hoặc là hắn, hoặc là Michael rồi bước ra khỏi phòng họp. Don Altobello vội chạy theo để cố gắng khuyên nhủ Zasa. Chỉ vài phút sau, một chiếc trực thăng lượn qua bên ngoài phòng họp và xả súng máy vào những người có mặt tại đó. Hầu như tất cả đều bị giết chết chỉ có một số thoát được nhưng đều là kẻ có mốc nối với Zasa. Michael, được Vincent, một người vệ sĩ cùng tay trùm thân tín Al Neri hộ tống thoát chết. Quay trở lại New York, trong khi đang suy tính kế hoạch trả đũa thì Bố già bất ngờ đột quỵ vì tiểu đường và phải nhập viện.
Bên cạnh mối lo về công việc làm ăn, Bố già còn phải để tâm tới mối quan hệ tình cảm giữa con gái ông ta là Mary với Vincent, mặc dù hai người là anh em họ. Vincent, với sự khuyến khích của người cô Connie Corleone, đã bí mật sắp đặt kế hoạch trả thù Joey Zasa mà không cho Michael biết. Trong một trường đoạn lễ hội đường phố tương tự như ở Bố già phần II (trong đó Don Fanucci bị Vito Corleone hạ sát), Vincent và đồng phạm đã giết các vệ sĩ của Zasa trước khi chính tay Vincent giết tên này. Phát hiện ra vụ việc khi còn đang nằm viện, Michael đã trách mắng Vincent thậm tệ và buộc người cháu này phải chấm dứt mối quan hệ với Mary vì Bố già cho rằng sự dính líu vào các hoạt động tội ác của Vincent có thể khiến cuộc sống của Mary trở nên bất ổn. Vincent buộc phải đồng ý với lệnh của Bố già.
Sau khi bệnh tình thuyên giảm, Michael trở về Sicilia chuẩn bị dự buổi diễn Opera đầu tiên của Anthony. Tại đây ông ta lập kế hoạch với Vincent theo đó Vincent sẽ giả như rời khỏi gia đình Corleone về đầu quân cho Don Altobello để thăm dò sự liên quan của lão này trong vụ mưu sát ở Atlantic. Altobello mắc mưu Michael và giới thiệu Vincent với Licio Lucchesi, người đứng sau việc ngăn cản Michael mua lại Immobiliare. Về phía Michael, Bố già đến thăm Hồng y Lamberto, một linh mục sùng đạo và có nhiều thiện ý. Hồng y Lamberto đã thuyết phục được Michael, lần đầu tiên trong vòng 30 năm, xưng tội, trong số những tội lội đó Michael thừa nhận cả việc đã ra lệnh giết anh trai Fredo. Sau đó Michael gặp lại Kay ở Sicilia khi bà đến dự buổi biểu diễn ra mắt của con trai Anthony, Bố già xin Kay tha thứ cho những lỗi lầm trước đó. Trong lúc hai vợ chồng cũ đang dần tìm lại được tình yêu thì Michael nghe tin Don Tommasino, người bạn và đồng minh lâu năm của nhà Corleone ở Sicilia đã bị giết (do Altobello thuê), mở đầu cho một loạt vụ giết chóc khác.
Với cái chết của Phaolô IV, Hồng y Lamberto được bầu làm Giáo hoàng mới, Giáo hoàng Gioan Phaolô I, cũng là đồng nghĩa với sự đổ bể của âm mưu ngăn chặn Michael mua lại Immobiliare. Vincent cho Bố già biết những thông tin thu được từ Altobello: Lucchesi là người đứng đằng sau ngăn cản phi vụ làm ăn, và một sát thủ chuyên nghiệp có tên Mosca da Montelepre đã được Altobello thuê để ám sát Michael (chính là người đã giết Tommasino). Michael quyết định không cho Vincent thực hiện kế hoạch trả thù mà thay vào đó đưa cháu mình trở thành người đứng đầu của nhà Corleone, tức là Bố già mới. Để đổi lại Vincent buộc phải chấm dứt hoàn toàn mối quan hệ với Mary và thói ứng xử nóng nảy của mình.
Hoàn thành việc chuyển giao quyền lực, Michael cùng gia đình tới Palermo để chứng kiến Anthony diễn chính trong vở opera Cavalleria Rusticana tại nhà hát danh tiếng Teatro Massimo. Xen kẽ giữa những đoạn biểu diễn của Anthony là các vụ giết người trả thù do Vincent dàn xếp nhằm vào Keinszig, chủ nhà băng Thụy Sĩ, người đã lừa Michael, Don Altobello, người đã sắp xếp kế hoạch làm phản Bố già (lão bị giết vì ăn phải bánh tẩm thuốc độc ngay trước mắt con gái đỡ đầu Connie), Tổng Giám mục Gilday (bị Al Neri giết) và cuối cùng là Don Lucchesi (bị Carlo giết). Ở phía đối địch, Giáo hoàng mới đã bị đầu độc chết theo kế hoạch của phe chống Bố già. Còn Mosca, tay sát thủ được Altobello thuê giết Michael đã đột nhập vào nhà hát, giết hai vệ sĩ của Bố già nhưng chưa kịp áp sát mục tiêu chính thì vở diễn đã kết thúc. Trên đường ra ô tô, Mary chặn Michael lại để hỏi về việc bố ngăn cản quan hệ của cô với Vincent. Bất ngờ tay sát thủ xuất hiện và nhả đạn, viên đầu tiên trúng vai Bố già, viên thứ hai găm vào giữa ngực Mary và cô chết mà chỉ kịp kêu lên "Cha?" ("Dad?"). Lập tức Vincent giết chết Mosca chỉ bằng một phát đạn. Cả nhà hát trở nên hỗn loạn trong khi Michael ôm lấy Mary và kêu lên thảm thiết.
Phim kết thúc bằng cảnh Michael, lúc này đã già và trông không còn chút sức lực, đang ngồi trước biệt thự tại Sicilia hồi tưởng về quá khứ, về những điệu nhảy của ông ta với con gái Mary, với người vợ đầu Apollonia và người vợ thứ hai Kay. Bố già chậm rãi đưa đôi kính đen lên mắt, tuột khỏi ghế rơi xuống đất và chết trong trạng thái hoàn toàn đơn độc. Bên Michael chỉ có một con chó nhỏ đánh hơi và cảnh quay chuyển dần sang màu đen.

## Bối cảnh lịch sử
Một phần trong phim được lấy cảm hứng từ những sự kiện có thật về cái chết của Giáo hoàng Phaolô IV, sự đăng quang ngắn ngủi của Giáo hoàng Gioan Phaolô I và sự sụp đổ của Ngân hàng Banco Ambrosiano năm 1982. Giống như Hồng y Lamberto trong phim, Giáo hoàng Gioan Phaolô I cũng được tìm thấy đã chết chỉ một thời gian ngắn sau khi được bầu. Nhân vật chủ nhà băng Frederick Keinszig, người bị giết và treo cổ dưới gầm cầu cũng là mô phỏng theo cái chết vì tự tử của Roberto Calvi, chủ Ngân hàng Banco Ambrosiano, ông này được tìm thấy đã chết vì treo cổ dưới gầm Cầu Blackfriars ở Luân Đôn năm 1982.

## Sản xuất
Theo bài báo trên tạp chí Premiere thì Francis Ford Coppola và Mario Puzo đã đề nghị thời gian là 6 tháng để họ hoàn thành bản thảo kịch bản với ngày công chiếu dự định là dịp lễ Phục sinh năm 1991. Tuy nhiên cuối cùng thì hãng Paramount Pictures lại chỉ cho họ 6 tuần để kịp hoàn thành bộ phim cho ngày Giáng sinh 25 tháng 12 năm 1990. Coppola đã nói rằng ông cảm thấy Bố già trước hết phải là câu chuyện về cuộc đời Michael Corleone, về con người đã biến đổi từ một chàng thanh niên tốt trở thành một con quỷ dữ. Đạo diễn cho rằng trong phần 2, Michael chưa thực sự phải trả giá cho những tội ác đã gây ra, vì vậy phần cuối cùng cần phải nêu bật được việc đó. Thậm chí Coppola còn định đặt tựa phim là "Cái chết của Michael Corleone" ("The Death of Michael Corleone") nhưng hãng Paramount đã không đồng ý với cái tên này.
Al Pacino, Diane Keaton và Talia Shire được mời vào các vai họ đã đóng trong 2 phần phim Bố già trước, đó là Michael Corleone, Kay Adams và Connie Corleone. Theo trả lời phỏng vấn của đạo diễn Coppola trong bộ đĩa DVD The Godfather DVD Collection, Robert Duvall đã từ chối tiếp tục thủ vai Tom Hagen khi đề nghị được trả thù lao tương đương với Al Pacino của mình không được chấp nhận. Trong chương trình Inside the Actor's Studio thì Duvall đã giải thích cho sự từ chối này rằng ông biết Al Pacino là ngôi sao của bộ phim nhưng chênh lệch thù lao quá lớn làm Duvall cảm thấy bị xỉ nhục. Sự vắng mặt quan trọng của Robert Duvall đã buộc Coppola phải viết lại kịch bản của Bố già phần III trong đó Tom Hagen được miêu tả là đã chết trước khi tập phim xảy ra, thế vào vai trò cố vấn là nhân vật "B.J. Harrison" do George Hamilton đóng. Đạo diễn sau này cũng đã công nhận rằng "Bố già phần III thiếu Duvall" không thể hoàn chỉnh vì ông đã dự định để nhân vật Tom Hagen có vai trò lớn trong việc điều hành các quỹ từ thiện của nhà Corleone.
Vai "Mary Corleone" ban đầu dự định được giao cho Julia Roberts tuy nhiên Roberts đã phải từ chối vì không sắp xếp được lịch quay. Madonna cũng rất muốn vào vai Mary nhưng Coppola cho rằng cô quá già (năm đó Madonna 31 tuổi) để vào vai một cô gái ngoài 20 như Mary Corleone. Một diễn viên khác cũng phải từ chối vai này vào phút cuối (vì lý do sức khỏe) là ngôi sao trẻ đang lên Winona Ryder. Vì vậy cuối cùng vai diễn khá quan trọng của Bố già phần III lại được giao cho chính con gái của đạo diễn, một diễn viên còn ít tên tuổi. Việc chọn Sofia vào vai Mary Corleone đã làm Coppola bị chỉ trích vì thói quen dùng người nhà của ông.

## Đánh giá
Mặc dù được giới phê bình đánh giá tốt (được chấm 76%/100% "fresh" trên trang Rotten Tomatoes), Bố già phần III vẫn bị coi là tập phim kém nhất trong 3 phần Bố già. Các chỉ trích thường tập trung vào diễn xuất của Sofia Coppola, về kịch bản kì dị và rối rắm, cũng như việc chuyện phim được xây dựng quá phụ thuộc vào tính kế thừa của hai tập trước đó mà thiếu sự độc lập cần thiết. Nhà phê bình Roger Ebert cho rằng khó mà hiểu được phần 3 nếu không theo dõi 2 phần trước đó. Tuy nhiên ông vẫn đánh giá cao tập phim này khi chấm 3 sao rưỡi, tức là còn cao hơn cả phần 2 (3 sao). Đồng nghiệp của Ebert, Gene Siskel, cũng chấm Bố già phần III 4 sao và xếp nó vào danh sách 10 phim hay nhất năm 1990 của ông này.
Bố già phần III sau đó đã được đề cử 7 giải Oscar trong đó có đề cử Vai nam phụ cho Andy Garcia, đề cử Đạo diễn cho Coppola, đề cử Phim hay nhất và Bài hát trong phim cho "Promise Me You'll Remember". Riêng Sofia Coppola đã phải nhận giải Mâm xôi vàng cho vai nữ phụ tệ nhất. Phần 3 cũng là phần duy nhất trong loạt phim Bố già không giành giải Oscar phim hay nhất.